# Vitzthumegistus
Genre
Vitzthumegistus est un genre d'acariens mesostigmates de la famille des Vitzthumegistidae.

## Systématique
Le genre Vitzthumegistus a été créé en 1977 par l'entomologiste et acarologue américain John Bryan Kethley (d) (1942-2004).

## Liste des espèces
- Vitzthumegistus andrei Kim, 2015
- Vitzthumegistus paguroxenus (André, 1937)
- Vitzthumegistus latronis (Vitzthum, 1937)

## Étymologie
Ce genre est nommé en l'honneur d'Hermann Graf Vitzthum (1876-1942).

## Publication originale
- (en) John B. Kethley, « A review of the higher categories of Trigynaspida (Acari: Parasitiformes) », International Journal of Acarology, Taylor & Francis, vol. 3, no 2,‎ décembre 1977, p. 129-149 (ISSN 0164-7954 et 1945-3892, OCLC 03357196, DOI 10.1080/01647957708683090).